# Walton Eller

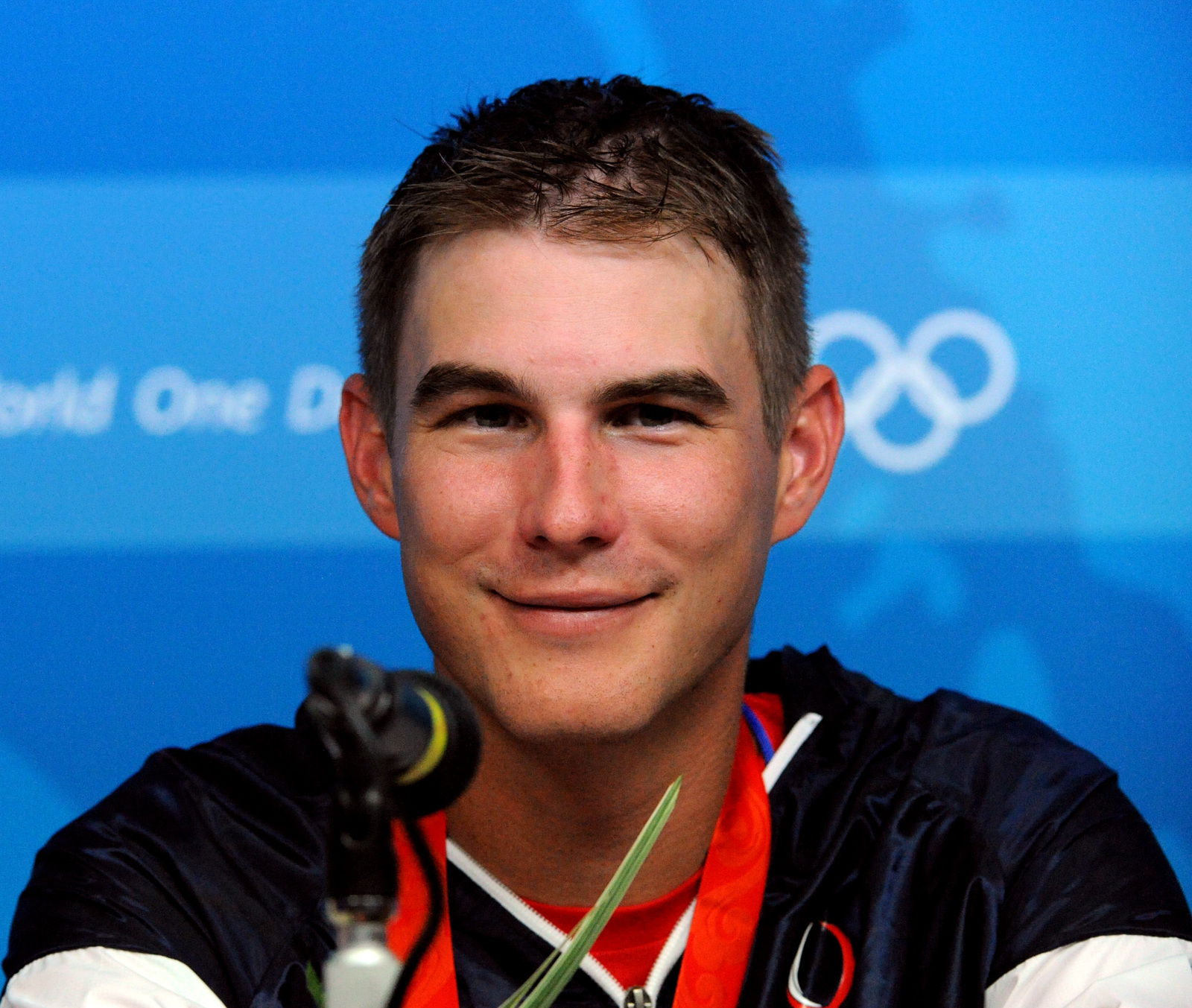
Walton Eller

Walton Glenn Eller III, född 6 januari 1982 i Houston i Texas, är en amerikansk sportskytt.
Eller blev olympisk guldmedaljör i dubbeltrap vid sommarspelen 2008 i Peking.